# Pożegnanie jesieni
Pożegnanie jesieni – polska powieść napisana przez Stanisława Ignacego Witkiewicza w 1925. Została wydana w 1927 w Warszawie, opatrzona przedmową autora.

## Opis fabuły
Powieść opowiada o dojrzewaniu i upadku młodego dekadenta Atanazego Bazakbala. Jego działania i wszelkie eksperymenty (narkotyczne, erotyczne, psychiczne) doprowadzają do samobójstwa jego żonę, zaś on sam popada w całkowitą zależność od Heli Bertz; pierwowzorem tej postaci była żydowska piękność, Izabela Hertz (Izabela Stachowicz).

## Analiza i odbiór
Powieść stanowi również rozważania na temat przyszłości, studium dekadencji (upadek wartości, sekularyzacja, znużenie światem) i opis ówczesnego rozwoju społecznego, etapów rewolucji i tego w jaki sposób degraduje ona świat „pożerając własne dzieci” (w imię szczytnej idei niwelistycznej – staje się dyktaturą). Autor wyraża swoje przekonanie o końcu kultury indywidualistycznej.
Z powodu wątku przyszłościowego, czyli przewidzenia rewolucji komunistycznej, która doprowadzi do zaprowadzenia totalitarnego reżimu w Polsce, utwór jest także zaliczany do nurtu fantastyki. Jedną z interpretacji powieści jest ostrzeżenie przed komunizmem.
Utwór został przełożony na niemiecki, włoski, angielski (fragmenty), hiszpański, słoweński, niderlandzki, węgierski, rosyjski, francuski i macedoński.
Na podstawie powieści Pożegnanie jesieni – powstał film fabularny Mariusza Trelińskiego – Pożegnanie jesieni (1990).